# Lewat
Lewat is een bestuurslaag in het regentschap Flores Timur van de provincie Oost-Nusa Tenggara, Indonesië. Lewat telt 384 inwoners (volkstelling 2010).